# Eugenia klaineana
Eugenia klaineana là một loài thực vật có hoa trong Họ Đào kim nương. Loài này được (Pierre) Engl. mô tả khoa học đầu tiên năm 1917.